# Chloromachia
Chloromachia is een geslacht van vlinders van de familie spanners (Geometridae), uit de onderfamilie Geometrinae.

## Soorten
- C. albiceps Felder, 1875
- C. albisparsa Walker, 1861
- C. augustaria Oberthür, 1916
- C. aureofulva Warren, 1897
- C. concinnata Pagenstecher, 1888
- C. divapala Walker, 1861
- C. infracta Wileman, 1912
- C. pulchella Warren, 1899
- C. rufimargo Warren, 1897